# たけてん
「たけてん」はGReeeeNの楽曲。ZEN MUSICから2021年5月26日に配信限定でリリースされた。

## タイアップ
- 映画『漁港の肉子ちゃん』エンディングテーマ

## 曲の詳細
1. たけてん [3:51]
  - 作詞・作曲 : GReeeeN

曲の名前の意味は、｢竹｣と｢天｣の2つの漢字をくっつけると｢笑｣になることから名付けられた。